# Theodore Harold Maiman
Theodore Harold "Ted" Maiman (Los Angeles, 11 de julho de 1927 — Vancouver, 5 de maio de 2007) foi um físico estadunidense. Foi o primeiro a construir um Laser (Light Amplification by Stimulated Emission of Radiation). Maiman recebeu diversos prêmios e honrarias pelo seu trabalho, e foi autor de um livro com o título The Laser Odyssey, descrevendo eventos paralelos à criação do primeiro laser. 

## Carreira
O nome de Maiman está ligado à invenção, em 16 de maio de 1960 nos laboratórios Hughes Research em Malibù (Califórnia), do laser de rubi.
Desenvolvendo a teoria da emissão de radiação estimulada de Albert Einstein (1917), o físico norte-americano foi o primeiro a fazer um laser de cristal de rubi artesanal, invenção que deu origem a todas as aplicações posteriores do laser. Já em 1962 o laser encontrou sua primeira aplicação prática para micro-soldagens durante a cirurgia de retina. No entanto, em 1964, Maiman aspirou sem sucesso o Prêmio Nobel de Física, concedido a Nikolai Gennadievič Basov, Aleksandr Mikhailovich Prokhorov e Charles H. Townes.
Maiman recebeu uma patente para sua invenção em 14 de Novembro de 1967.

Recebeu muitos prêmios e honrarias por seu trabalho. Suas experiências no desenvolvimento do primeiro laser e subsequentes eventos relacionados são relatadas em seu livro, The Laser Odyssey, mais tarde sendo republicado em 2018 sob um novo título, The Laser Inventor: Memoirs of Theodore H. Maiman.